# Tropische salamanders
Tropische salamanders (Oedipina) zijn een geslacht van salamanders uit de familie longloze salamanders (Plethodontidae).
Alle soorten komen voor in delen van Midden- en Zuid-Amerika in de landen Mexico tot Colombia en Ecuador. Veel soorten hebben maar een beperkt verspreidingsgebied. Verlies van leefgebied en de schimmelinfectie chytridiomycose vormen voor meerdere soorten een belangrijke bedreiging.
Tropische salamanders zijn in een oogopslag te herkennen aan het zeer langwerpige lichaam en de extreem lange staart. De staart is bij een aantal soorten meer dan twee keer de lichaamslengte waardoor de dieren er wormachtig uitzien. De potenparen staan relatief ver uit elkaar en de pootjes zijn erg klein. De meeste soorten leven op de bodem, andere soorten in rottend hout of langs de oevers van oppervlaktewateren.

## Soorten
Er zijn 38 soorten maar het soortenaantal stijgt regelmatig doordat er een nieuwe soort wordt beschreven. Van de huidige soorten zijn er twee voor het eerst beschreven in 2011 en vier in 2012. De soort Oedipina capitalina werd pas in 2016 voor het eerst wetenschappelijk beschreven.
- Soort Oedipina alfaroi
- Soort Oedipina alleni
- Soort Oedipina altura
- Soort Oedipina berlini
- Soort Oedipina capitalina
- Soort Oedipina carablanca
- Soort Oedipina chortiorum
- Soort Oedipina collaris
- Soort Oedipina complex
- Soort Oedipina cyclocauda
- Soort Oedipina elongata
- Soort Oedipina fortunensis
- Soort Oedipina gephyra
- Soort Oedipina gracilis
- Soort Oedipina grandis
- Soort Oedipina ignea
- Soort Oedipina kasios
- Soort Oedipina koehleri
- Soort Oedipina leptopoda
- Soort Oedipina maritima
- Soort Oedipina motaguae
- Soort Oedipina nica
- Soort Oedipina nimaso
- Soort Oedipina pacificensis
- Soort Oedipina parvipes
- Soort Oedipina paucidentata
- Soort Oedipina petiola
- Soort Oedipina poelzi
- Soort Oedipina pseudouniformis
- Soort Oedipina quadra
- Soort Oedipina salvadorensis
- Soort Oedipina savagei
- Soort Oedipina stenopodia
- Soort Oedipina stuarti
- Soort Oedipina taylori
- Soort Oedipina tomasi
- Soort Oedipina tzutujilorum
- Soort Oedipina uniformis